# به‌خاطر موسیقی از آبا سپاسگزار باش
«به‌خاطر موسیقی از آبا سپاسگزار باش» (انگلیسی: Thank ABBA for the Music) یک مِدلی از ترانه‌های ابرگروه سوئدی موسیقی پاپ آبا است که توسط استپز، تینا کازینز، کلئوپاترا، بی*ویچد و بیلی پایپر اجرا شد. این مِدلی مشتمل بر تک‌آهنگ‌های «شانست را با من امتحان کن»، «ملکه رقصان»، «ماما میا» و «به‌خاطر موسیقی سپاسگزارم» است. این ترانه در ۱۶ فوریهٔ ۱۹۹۹ و همزمان با نخستین انتشار موزیکالِ ماما میا! منتشر شد و در آوریل ۱۹۹۹ به رتبهٔ ۴ جدول تک‌آهنگ‌های بریتانیا دست یافت و در استرالیا، نیوزیلند و ایرلند و سوئد هم جزء ۱۰ اجرای برتر بود.

## جداول موسیقی
| جدول (۱۹۹۹)                    | بالاترین رتبه |
| ------------------------------ | ------------- |
| استرالیا (ای‌آرآی‌ای)            | ۹             |
| بلژیک (اولتراتاپ ۵۰ فلاندرز)   | ۲۳            |
| بلژیک (اولتراتاپ ۵۰ والونی)    | ۲۳            |
| اروپا (یورچارت هات ۱۰۰)        | ۱۴            |
| آلمان (جدول‌های رسمی آلمان)     | ۹۷            |
| ایسلند (ایلنسکی لیستن)         | ۱۶            |
| ایرلند (ایرما)                 | ۵             |
| هلند (۴۰ آهنگ برتر)            | ۱۴            |
| هلند (۱۰۰ تک‌آهنگ برتر)         | ۱۴            |
| نیوزیلند (ریکوردد میوزیک ان‌زد) | ۶             |
| اسکاتلند (اوسی‌سی)              | ۲             |
| سوئد (فهرست برترین‌های سوئد)    | ۸             |
| تک‌آهنگ‌های بریتانیا (اوسی‌سی)    | ۴             |

| جدول (۱۹۹۹)                                 | رتبه |
| ------------------------------------------- | ---- |
| استرالیا (آریا)                             | ۴۰   |
| بلژیک (اولتراتاپ ۵۰ والونیا)                | ۸۵   |
| هلند (۴۰ آهنگ برتر)                         | ۷۲   |
| هلند (۱۰۰ تک‌آهنگ برتر)                      | ۵۸   |
| سوئد (فهرست برترین‌های سوئد)                 | ۵۵   |
| جدول تک‌آهنگ‌های بریتانیا (شرکت جدول‌های رسمی) | ۵۲   |

## گواهینامه‌ها
| منطقه                                                              | گواهی  | واحد گواهی‌شده/فروش |
| ------------------------------------------------------------------ | ------ | ------------------ |
| استرالیا (آی‌اف‌پی‌آی استرالیا)                                       | پلاتین | ۷۰٬۰۰۰^            |
| نیوزیلند (آرآی‌ای‌ان‌زد)                                              | طلا    | ۵٬۰۰۰*             |
| سوئد (گی‌ال‌اف)                                                      | طلا    | ۱۵٬۰۰۰^            |
| بریتانیا (بی‌پی‌آی)                                                  | نقره   | ۲۰۰٬۰۰۰^           |
| * رقم فروش تنها بر پایهٔ گواهی‌ها. ^ رقم توزیع تنها بر پایهٔ گواهی‌ها. |        |                    |